# Africaspis terminaliae
Africaspis terminaliae är en insektsart som beskrevs av Abraham Munting 1967. Africaspis terminaliae ingår i släktet Africaspis och familjen pansarsköldlöss. Inga underarter finns listade i Catalogue of Life.